# Louis Essen
Louis Essen (ur. 6 września 1908 w Nottingham, zm. 24 sierpnia 1997 w Great Bookham w Surrey) – angielski fizyk, który wynalazł zegar pierścieniowy z kryształem kwarcowym i pierwszy praktyczny zegar atomowy.

## Życiorys
W 1928 ukończył studia fizyczne na Nottingham University College, w 1941 uzyskał stopień doktora. W 1929 rozpoczął prace nad częstotliwością i standardami czasowymi w Angielskim Narodowym Laboratorium Fizycznym w Teddington w Middlesex, prowadząc studia nad kamertonami i oscylatorami kwarcowymi. Jego badania zaowocowały w 1938 kwarcowym zegarem pierścieniowym z zastosowaniem elektrycznie indukowanych wibracji kryształu kwarcu do mierzenia czasu. Jego zegar znalazł szerokie zastosowanie w obserwatoriach i stał się pierwszym urządzeniem wystarczająco dokładnym, by mierzyć minutowe zmiany prędkości obrotu Ziemi; przedtem naukowcy twierdzili, że ta prędkość jest stała. Podczas II wojny światowej wynalazł kilka urządzeń pomiarowych fal radiowych, a w 1946 wraz z A. Gordonem-Smithem użył takiego urządzenia, by zmierzyć prędkość światła z niespotykaną dotychczas dokładnością 299 792 ± 3 km/s. W 1950 naukowcy ci użyli ulepszonego urządzenia i uzyskali wynik 299 792,5 ± 1. Postanowił też wykorzystać częstotliwość atomowych linii spektralnych do mierzenia czasu z niezwykłą dokładnością. Wraz z kolegą, J. Parry'm, rozwinął zegar atomowy regulowany przez naturalną częstotliwość rezonansu atomów cezu; do 1957 naukowcy jeszcze bardziej zwiększyli dokładność zegara atomowego. Ustanowiono w ten sposób nowy standard mierzenia czasu. W 1960 L. Essen został członkiem Royal Society. Na początku lat 70. opublikował krytykę szczególnej teorii względności Einsteina, czym rozgniewał zarówno Royal Society, jak i brytyjski rząd. W 1972 przeszedł na emeryturę.
Odznaczony Orderem Imperium Brytyjskiego IV klasy (OBE).